# Ivo Gamulin Gianni
Ivo Gamulin Gianni (Jelsa, 16. veljače 1971.) je hrvatski glazbenik.

## Životopis
U Zagreb dolazi 1989. godine na studij teologije. Šest godina kasnije osniva klapu „Jelsa” s kojom je snimio i dva nosača zvuka. Iste godine odlazi na audiciju za zbor u Hrvatsko narodno kazalište u Zagrebu i biva primljen za stalno.
U izdanju Dallas Recordsa izdaje album „Ljubav to si ti” (2007.). Godine 2010. izdaje album „Božićna priča”.